# Variimorda theryi
Variimorda theryi é uma espécie de insetos coleópteros polífagos pertencente à família Mordellidae.
A autoridade científica da espécie é Mequignon, tendo sido descrita no ano de 1946.
Trata-se de uma espécie presente no território português.